# Ярошево-Біскупе
Ярошево-Біскупе (пол. Jaroszewo Biskupie) — село в Польщі, у гміні Бельськ Плоцького повіту Мазовецького воєводства.
Населення — 160 осіб (2011).
У 1975-1998 роках село належало до Плоцького воєводства.

## Демографія
Демографічна структура станом на 31 березня 2011 року:
|          | Загалом | Допрацездатний вік | Працездатний вік | Постпрацездатний вік |
| -------- | ------- | ------------------ | ---------------- | -------------------- |
| Чоловіки | 85      | 17                 | 62               | 6                    |
| Жінки    | 75      | 14                 | 45               | 16                   |
| Разом    | 160     | 31                 | 107              | 22                   |